# Rissna
Rissna is een plaats in de gemeente Bräcke in het landschap Jämtland en de provincie Jämtlands län in Zweden. De plaats heeft 63 inwoners (2005) en een oppervlakte van 16 hectare. De plaats ligt aan het meer Ismundtjärnen op een plaats waar twee wegen elkaar kruizen.